# Peucedramidae
Peucedramidae é uma família de aves passeriformes. Tem apenas uma espécie (Peucedramus taeniatus).